# Shota Inoue
Shota Inoue (井上 翔太 Inoue Shota?, nacido el 24 de abril de 1989 en Ehime) es un futbolista japonés que se desempeña como centrocampista.

## Trayectoria

### Clubes
| Club                | País  | Año         |
| ------------------- | ----- | ----------- |
| Cerezo Osaka        | Japón | 2012 - 2013 |
| Giravanz Kitakyushu | Japón | 2013 -      |

## Estadística de carrera

### J. League
| Club                | Año   | J. League | J. League | Copa J. League | Copa J. League | Total | Total |
| Club                | Año   | Part.     | Goles     | Part.          | Goles          | Part. | Goles |
| ------------------- | ----- | --------- | --------- | -------------- | -------------- | ----- | ----- |
| Cerezo Osaka        | 2012  | 0         | 0         | 0              | 0              | 0     | 0     |
| Cerezo Osaka        | 2013  | 0         | 0         | 0              | 0              | 0     | 0     |
| Giravanz Kitakyushu | 2013  | 16        | 3         | -              | -              | 16    | 3     |
| Giravanz Kitakyushu | 2014  | 27        | 2         | -              | -              | 27    | 2     |
| Giravanz Kitakyushu | 2015  | 37        | 6         | -              | -              | 37    | 6     |
| Giravanz Kitakyushu | 2016  | 34        | 1         | -              | -              | 34    | 1     |
| Giravanz Kitakyushu | 2017  | 19        | 0         | -              | -              | 19    | 0     |
| Total               | Total | 133       | 12        | 0              | 0              | 133   | 12    |